# Okręgowe rozgrywki w piłce nożnej woj. wileńskiego (1928)

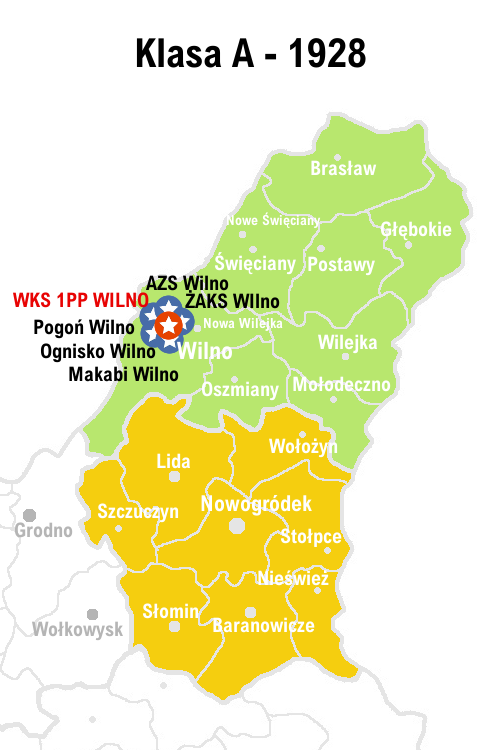
Kluby uczestniczące w Wileńskiej Klasie A w 1928 roku

6. Okręgowe rozgrywki w piłce nożnej województwa wileńskiego prowadzone są przez Wileński Okręgowy Związek Piłki Nożnej. Drużyny z województwa nowogródzkiego występują w rozgrywkach klasy B.
Mistrzostwo Okręgu Wileńskiego zdobyła drużyna WKS 1PP Wilno.
| Rozgrywki | Poziomy rozgrywkowe w sezonie 1928 | Poziomy rozgrywkowe w sezonie 1928             | Poziomy rozgrywkowe w sezonie 1928             | Poziomy rozgrywkowe w sezonie 1928             | Poziomy rozgrywkowe w sezonie 1928             |
| --------- | ---------------------------------- | ---------------------------------------------- | ---------------------------------------------- | ---------------------------------------------- | ---------------------------------------------- |
| Centralne | I poziom ligowy                    | Liga                                           | Liga                                           | Liga                                           | Liga                                           |
| Okręgowe  | II poziom ligowy                   | Klasa A (Wilno)                                | Klasa A (Wilno)                                | Klasa A (Wilno)                                |                                                |
| Okręgowe  | III poziom ligowy                  | Klasa B gr.I (Wileńska)                        | Klasa B gr.I (Lidzka)                          | Klasa B gr. (Baranowicze)                      | Klasa B gr. (Baranowicze)                      |
| Okręgowe  | IV poziom ligowy                   | Klasa C Brak danych co do istnienia tej klasy. | Klasa C Brak danych co do istnienia tej klasy. | Klasa C Brak danych co do istnienia tej klasy. | Klasa C Brak danych co do istnienia tej klasy. |

## Rozgrywki ogólnopolskie
WKS 1 PP Leg. Wilno wystąpił w eliminacjach do Ligi, gdzie w grupie wschodniej zajął 3 (ostatnie) miejsce.

## Klasa A – II poziom rozgrywkowy
| Poz.              | Drużyna       | M  | Z | R | P | Bramki | Punkty | opis                     |
| ----------------- | ------------- | -- | - | - | - | ------ | ------ | ------------------------ |
| 1                 | WKS 1PP Wilno | 10 | 6 | 2 | 2 | 26-14  | 14     | Przegrane elim. do ligi  |
| 2                 | Makabi Wilno  | 10 | 5 | 4 | 1 | 22-12  | 14     |                          |
| 3                 | Ognisko Wilno | 10 | 6 | 1 | 3 | 35-14  | 13     |                          |
| 4                 | AZS Wilno     | 10 | 5 | 1 | 4 | 25-24  | 11     |                          |
| 5                 | Pogoń Wilno   | 10 | 3 | 1 | 6 | 30-32  | 7      |                          |
| 6                 | ŻAKS Wilno    | 10 | 0 | 1 | 9 | 8-50   | 1      | Wygrane baraże o klasę A |
| [ 1 ] [ 2 ] [ 3 ] |               |    |   |   |   |        |        |                          |

- Makabi i WKS 1PP zdobyły taką samą liczbę punktów, zgodnie z regulaminem drużyny rozegrały dodatkowy mecz o mistrzostwo.

Dodatkowy mecz o mistrzostwo:
- 26.08.1928 – WKS 1PP Wilno: Makabi Wilno 3:2

Baraże o klasę A
- ŻAKS Wilno: WKS 76PP Baranowicze 9:2
- W związku z decyzją o poszerzeniu w następnym sezonie klasy A do 8 zespołów, awans uzyskał WKS 76PP Baranowicze oraz WKS 85PP Nowa Wilejka.

Mecze:

- 1 runda
- 14.04. - Makabi: ŻAKS 3:0
- 15.04. - WKS 1PP: Pogoń 4:0
- 21.04. - AZS: Ognisko 2:1
- 22.04. – Makabi: WKS 1PP 1:1
- 6.05. – Makabi: AZS 5:2
- 5.05. – WKS 1PP: Ognisko 4:2
- 28.04. – Ognisko: ŻAKS 4:0
- 29.04. – Pogoń: AZS 5:2
- 12.05. – Pogoń: ŻAKS 4:1
- 13.05. – Ognisko: Makabi 1:1
- 19.05. – AZS: WKS 1PP 1:1
- 20.05. – Makabi: Pogoń 5:1
- 2.06. – WKS 1PP: ŻAKS 4:0
- 3.06. – Pogoń: Ognisko (nie odbyły się)
- 16.06. – AZS: ŻAKS 8:2
- 2 runda
- 17.06. – WKS 1PP: Pogoń 7:2
- 23.04. – ŻAKS: Makabi 3:3
- 24.06. – Ognisko: AZS 4:1
- 1.07. – Makabi: WKS 1PP 1:0
- 7.07. – AZS: Pogoń 2:1
- 14.07. – Makabi: AZS 0:3
- 15.07. – Pogoń: ŻAKS 14:0
- 21.07. – Ognisko: Makabi 0:2
- 22.07. – WKS 1PP: AZS 3:0
- 11.08. – AZS: ŻAKS 4:2
- 12.08. – Ognisko: 1PP 7:2
- 18.08. – Pogoń: Makabi 1:1
- 19.08. – Pogoń: Ognisko 1:11 (zaległy mecz)
- b.d. – Ognisko: ŻAKS 3-0
- b.d. – Ognisko: Pogoń 2:1
- b.d. – WKS 1PP: ŻAKS 3:0

## Klasa B – III poziom rozgrywkowy
Faza finałowa – eliminacje do klasy A

Eliminacje wygrał WKS 76PP Baranowicze.
Grupa wileńska
| Poz. | Drużyna               | M | Z | R | P | Bramki | Punkty |
| ---- | --------------------- | - | - | - | - | ------ | ------ |
| 1    | WKS 85PP Nowa Wilejka |   |   |   |   |        |        |
| ?    | WKS Pogoń II Wilno    |   |   |   |   |        |        |
| ?    | WKS 1PP II Wilno      |   |   |   |   |        |        |
| ?    | Makabi II Wilno       |   |   |   |   |        |        |
| ?    | Ognisko II Wilno      |   |   |   |   |        |        |
| ?    | (Czarni Wilno)        |   |   |   |   |        |        |
| ?    | (WKS 9PAC Wilno)      |   |   |   |   |        |        |

- (w nawiasach) – Brak pewności co do uczestnictwa danych zespołów w rozgrywkach.

Grupa baranowicka
| Poz. | Drużyna              | M | Z | R | P | Bramki | Punkty |
| ---- | -------------------- | - | - | - | - | ------ | ------ |
| 1    | WKS 76PP Baranowicze |   |   |   |   |        |        |
| ?    | Makabi Baranowicze   |   |   |   |   |        |        |
| ?    | b.d.                 |   |   |   |   |        |        |

Grupa Lidzka
| Poz. | Drużyna                | M | Z | R | P | Bramki | Punkty |
| ---- | ---------------------- | - | - | - | - | ------ | ------ |
| ?    | WKS 76 PP Lida         |   |   |   |   |        |        |
| ?    | RKS Siła Wilno         |   |   |   |   |        |        |
| ?    | (Strzelec Lida)        |   |   |   |   |        |        |
| ?    | (LOSO Lida)            |   |   |   |   |        |        |
| ?    | (Szturm Wilno)         |   |   |   |   |        |        |
| ?    | (WKS 86 PP Mołodyczno) |   |   |   |   |        |        |

- (w nawiasach) – Brak pewności co do uczestnictwa danych zespołów w rozgrywkach.

## Klasa C – IV poziom rozgrywkowy
- Brak danych co do istnienia tej klasy rozgrywkowej.